# Celinnyj (Kraj Krasnodarski)
Celinnyj (ros. Целинный) – osiedle w Rosji, w Kraju Krasnodarskim, w rejonie sławiańskim. W 2010 liczyło 1826 mieszkańców.